# Universi Dominici Gregis
A constituição apostólica Universi Dominici Gregis, de 22 de fevereiro de 1996, foi promulgada pelo Papa João Paulo II, criando, alterando e revogando normas relativas ao período de vacância da Sé Apostólica, inclusive no que tange à eleição do novo romano pontífice.
Universi Dominici gregis ("todo o rebanho do Senhor", da declaração de abertura "O pastor de todo o rebanho do Senhor é o bispo da Igreja de Roma,..."), com o subtítulo Sobre a vacância da Sé Apostólica e a Eleição de o Romano Pontífice, trata da vacância da Sé de Roma, ou seja, o papado.
A constituição modificou ou, em alguns casos, confirmou as regras, para o conclave. Também esclareceu, durante uma sede vacante, quais assuntos poderiam ser tratados pelo Colégio dos Cardeais e quais assuntos estavam reservados para o futuro papa.

## Conteúdo
Universi Dominici gregis consiste em uma introdução seguida por um corpo de 92 seções numeradas, normalmente apenas um parágrafo, mas ocasionalmente mais de um, e uma "Promulgação" final, que ativa o documento. O corpo é dividido em duas partes, mas as 92 seções são numeradas continuamente.
Parte um
Durante uma sede vacante, o Colégio não tem poder nas coisas que pertencem ao papa durante sua vida ou de seu cargo. Qualquer ato que o Colégio exerça além dos limites expressamente permitidos por este documento é nulo e sem efeito.
- Para ser elegível para votar, um cardeal não deve ter mais de oitenta anos de idade na véspera da morte ou renúncia do papa.
- O número máximo de cardeais que podem participar de um conclave é 120. Não há restrição quanto ao número de cardeais com mais de 80 anos.
- A votação pode ou não ser realizada na tarde do primeiro dia. Se tal votação ocorrer, apenas uma votação deverá ocorrer e é contada separadamente para fins de determinar quando uma mudança nos requisitos de votação pode ser feita, conforme explicado em outra parte deste estatuto.
- Excluindo a tarde do primeiro dia, há um máximo de quatro votos em cada dia, dois votos pela manhã e dois pela tarde.
- Nas primeiras 33 cédulas realizadas (ou 34, se a cédula foi lançada na tarde do primeiro dia), um papa será eleito pelo voto de dois terços dos participantes do conclave. Depois disso, a maioria absoluta dos participantes do conclave pode mudar a regra de que uma votação de dois terços é necessária para a eleição para um limite diferente, mas uma eleição válida sempre requer uma maioria absoluta dos votos. (Isso foi modificado posteriormente por Bento XVI.)[5]

Parte dois
O Capítulo II trata dos arranjos envolvendo a exibição pública e o sepultamento do papa falecido e questões após sua morte e prevê a organização do Colégio em uma Congregação Geral e uma Congregação Particular.
- A Congregação Geral consiste em todo o Colégio Cardinalício. A participação nas reuniões é obrigatória para todos os cardeais que chegaram ao Vaticano para participar da seleção do novo papa, exceto para aqueles com mais de 80 anos, cuja participação é opcional. Esta Congregação trata de assuntos de grande importância que não podem ser tratados pela Congregação Particular.
- A Congregação Particular é composta pelo Cardeal Camerlengo e três Cardeais, um de cada ordem eleito por sorteio da Congregação Geral. Exceto pelo Camerlengo, o mandato de cada um desses três cardeais é de três dias. Esta Congregação trata de assuntos de rotina. Qualquer decisão de uma Congregação Particular não pode ser alterada por uma Congregação Particular posterior, mas somente pelo voto da maioria da Congregação Geral.[5]

## Principais mudanças

### Sigilo
O sigilo estrito deve ser garantido ao longo de todo o processo. Qualquer pessoa que viole a segurança do Vaticano, introduza equipamento de gravação ou se comunique com um cardeal eleitor de qualquer forma, corre o risco de ser excomungada. Outras penalidades ficam a critério do Papa entrante. Os participantes devem fazer juramento de sigilo.

### Métodos de eleição
Anteriormente, além do voto secreto, dois outros métodos eram permitidos para a realização da eleição. Uma comissão de nove a quinze cardeais escolhidos por unanimidade poderia ter sido delegada, para fazer a escolha para todos (eleição por meio de compromisso, por compromisso). Alternativamente, as cédulas formais podem ser descartadas: na eleição por aclamação (per acclamationem seu inspirationem), os eleitores simultaneamente gritam o nome de seu candidato preferido. Ambos os métodos foram agora abolidos: a justificativa dada era que o compromisso ou a aclamação não exigiriam que cada cardeal expressasse sua preferência. Além disso, esses dois métodos tendem a produzir controvérsia e, em qualquer caso, nenhum deles foi usado por algum tempo - a última eleição de compromisso foi do Papa João XXII em 1316, e a última eleição de afirmação (aclamação) foi de Inocêncio XI em 1676. Como resultado, a eleição por voto secreto agora é o único método válido de eleger um Papa.

### Alojamentos
A Universi Dominici gregis previa que os cardeais fossem alojados na Domus Sanctae Marthae, um edifício com acomodações tipo dormitório construído na Cidade do Vaticano. Anteriormente, os cardeais eram alojados em acomodações improvisadas que muitas vezes eram conhecidas por não serem particularmente confortáveis.

### Outro
- Novos procedimentos de votação permitiram a eleição de um papa por maioria simples em certas circunstâncias.
- Pela primeira vez em séculos, os cardeais deveriam ser alojados em apartamentos separados da Capela Sistina.
- O método pelo qual um papa assumiu simbolicamente o cargo tornou-se menos específico. Enquanto Romano Pontifici Eligendo do Papa Paulo falava de uma coroação, a nova constituição apostólica se referia à "inauguração do pontificado" sem escolher entre uma cerimônia de entronização, uma coroação papal ou a inauguração papal usada desde 1978.
- O documento previa a possibilidade de renúncia papal ao especificar que os procedimentos por ele prescritos devem ser observados "mesmo que a vaga da Sé Apostólica ocorra em decorrência da renúncia do Sumo Pontífice" (par. 77).[5]

## Uso posterior e alteração
A única eleição papal realizada sob essas regras sem emendas foi a de 2005, que escolheu o sucessor de João Paulo II, Bento XVI.
Em 11 de junho de 2007, o Papa Bento XVI restabeleceu a exigência de que uma eleição papal exigisse uma maioria de dois terços, independentemente do número de votos realizados.
 

Depois que o Papa Bento XVI anunciou sua renúncia, em 25 de fevereiro de 2013, ele emitiu outro decreto, Normas nonnullas, que permitia ao Colégio dos Cardeais antecipar o início de um conclave quando todos os cardeais estivessem presentes ou atrasar o início alguns dias por motivos graves justificar a mudança na programação. Ele também emendou as regras para declarar a excomunhão automática de qualquer não cardeal que quebrasse o juramento de sigilo do Colégio dos Cardeais durante o processo. Anteriormente, qualquer pessoa estava sujeita a punição a critério do novo papa. As novas regras foram aplicadas pela primeira vez no conclave de 2013 que elegeu o Papa Francisco.